# 下浮穴郡
下浮穴郡（日语：／ Shimoukena gun */?）為過去隸屬日本伊予國的郡，廢藩置縣後，屬愛媛縣，已於1897年被拆分分別併入伊予郡、溫泉郡後而消失。
當時郡域包括現在的松山市東南部地區、東溫市西南部地區、伊予市中部地區、砥部町全部地區、内子町西北部地區。

## 历史
1878年實施郡區町村編制法時，浮穴郡被拆分為上浮穴郡和下浮穴郡。

### 年表
- 1889年12月15日：實施町村制，下浮穴郡下轄：浮穴村、荏原村、坂本村、三內村、南吉井村、拝志村、砥部村、原町村、廣田村、中山村、出淵村、佐禮谷村、上灘村、下灘村。（14村）
- 1897年4月1日：下浮穴郡被廢除，浮穴村、荏原村、坂本村、南吉井村、拝志村、三內村被併入溫泉郡。原町村、砥部村、廣田村、中山村、出淵村、佐禮谷村、上灘村、下灘村被併入伊予郡。